# 17950 Grover
17950 Grover è un asteroide della fascia principale. Scoperto nel 1999, presenta un'orbita caratterizzata da un semiasse maggiore pari a 2,3336228 UA e da un'eccentricità di 0,1679935, inclinata di 6,71701° rispetto all'eclittica.